# Voe (Delting)

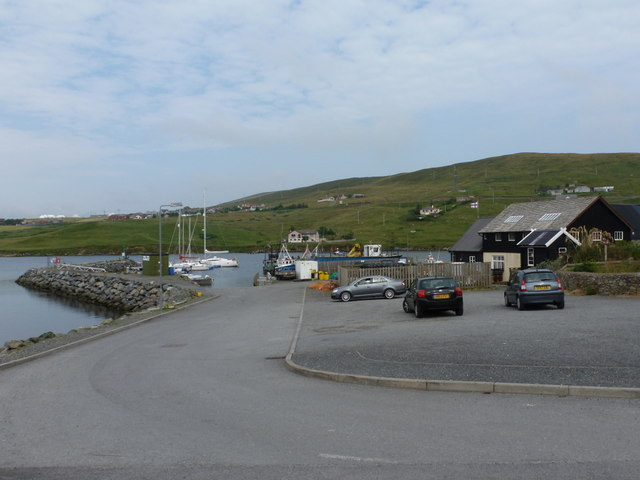
Am Hafen von Voe

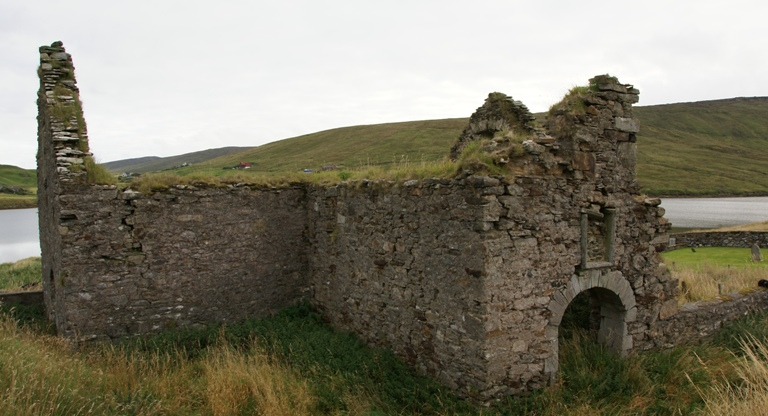
Die Kirchenruine von Voe

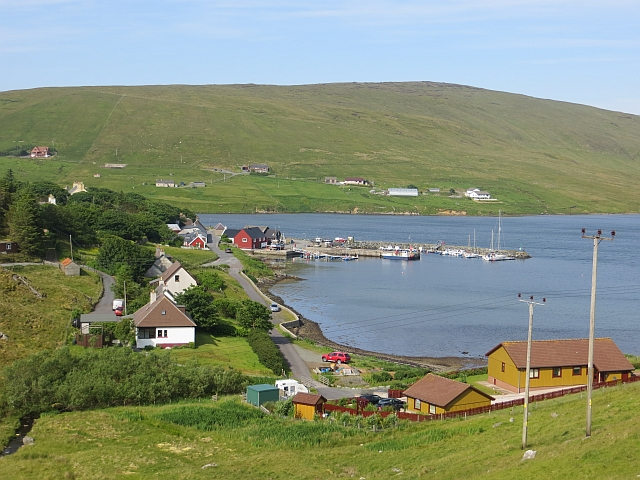
Blick von Norden auf Voe

Voe ist eine Ortschaft, die in Schottland in der Mitte der Shetlandinseln liegt.

## Geographie
Voe liegt im Norden der Insel Mainland, am östlichen Ende der Bucht Olna Firth. Zwei kleinere Seen sind in der Nähe, das Loch of Voe im Südosten und das Loch of Gonfirth im Südwesten. Unter den Bergen in der Nachbarschaft sind der East Hill of Voe im Süden sowie der Tagon Hill und der Hill of Susetter im Nordosten.
Ortschaften in der Nähe von Voe sind Lower Voe im Süden sowie Hillside, Tagon und Mulla im Norden.

## Historisches
Im Rahmen der historischen Gliederung Schottlands in Civil Parishes zählt Voe zu Delting. Drei Bauwerke sind als Listed Building der Kategorie B eingestuft worden. Es sind die Kirchenruine Old Olnafirth Kirk, das Pier of Voe und das Voe House.

## Verkehr
Die den Ort durchquerende A970 führt von Sumburgh und Lerwick im Süden über Brae und Isbister im Norden. In Voe kreuzt sie die B9071, die Culswick im Südwesten mit Vidlin im Nordosten verbindet.